# Kogui
El kogui o kouguian és una llengua ameríndia de la família txibtxa parlada pels koguis o kággaba de Colòmbia.
Hi ha almenys 7.739 parlants, el 84,37% dels koguis, tots a la regió de Sierra Nevada de Santa Marta. El percentatge d'alfabetisme és de 18,34%.

## Sintaxi
En general aquest idioma usa l'estructura lingüística subjete-objecte-verb:
/saka a'tema hi'ungula stuĩ/
{saka/a'-tema/hi'u+ngula/stuĩ}
//luna/grande/camino/alumbrar//
"La lluna plena il·lumina el camí"
Una oració sense subjecte explícit adquireix una aparença d'objecte-subjecte-verb, pel prefix i persona del verb:
/bi'giʒa nak'luni/
{bi'giʒa/nak'-luni}
//piña/1PS-desear//
"Vull pinya"
La composició de les paraules es realitza unint els lexemes amb afixs diferents de classificació, nombre, gènere, èmfasi, temps, manera i cas. Es presenten els casos nominatiu, alatiu, acusatiu, datiu, locatiu i genitiu.

## Fonologia
El kogui presenta 31 fonemes, 12 vocals i 19 consonants:
Vocals
|         | Anterior | Anterior | Central | Central | Posterior | Posterior |
| oral    | nasal    | oral     | nasal   | oral    | nasal     |           |
| ------- | -------- | -------- | ------- | ------- | --------- | --------- |
| Altes   | i        | (ĩ)      | ɨ       | (ɨ̃)     | u         | (ũ)       |
| Mitjana | e        | (ẽ)      | (ə)     |         | o         |           |
| Baixes  |          |          | a       | (ã)     |           |           |
Per a la lingüista Carolina Ortiz la nasalització de les vocals és un fenomen suprasegmental, originat en la presència de la consonant nasal alveolar /n/, ja que les vocals nasals es presenten en contexts nasals. S'hi troba en poques paraules el fonema /o/ i no registrà /ə/ com a fonema.
Consonants
|             |             | labials | alveolars | palatals | velars | glotals |
| ----------- | ----------- | ------- | --------- | -------- | ------ | ------- |
| oclusiva    | sordes      | p       | t         | (c)      | k      | ʔ       |
| oclusiva    | sonores     | b       | d         |          | g      |         |
| nasals      | nasals      | m       | n         |          | ŋ      |         |
| fricativa   | sordes      |         | s         | ʃ        | x      | h       |
| fricativa   | sonores     |         | z         | ʒ        |        |         |
| Lateral     | Lateral     |         | l         |          |        |         |
| aproximants | aproximants | w       |           | j        |        |         |
Carolina Ortiz inclou l'oclusiva palatal sorda /c/ com a fonema.